# Presente (linguística)
O presente é um tempo verbal que representa o tempo atual (indicativo) ou um desejo atual (subjuntivo, conjuntivo em Portugal). Exemplos no português includem falo, vende, partimos e podem no indicativo e diga, façamos é ponham no subjuntivo.